# Miss Venezuela 1998
El Miss Venezuela 1998 fue la cuadragésima quinta edición del certamen Miss Venezuela, celebrada en Caracas, Venezuela, el viernes 11 de septiembre de 1998, contando con la participación de 30 candidatas. El evento fue transmitido en directo por Venevisión desde el Poliedro de Caracas. Al final del evento, Veruzhka Ramírez, Miss Venezuela 1997, de Táchira, coronó a Carolina Indriago, de Delta Amacuro, como su sucesora. 
Indriago pasó a la posteridad por ser la primera mujer de color en ceñirse con el título de belleza más importante de su país.

## Desarrollo
El trío de triunfadoras del año anterior, Veruzhka Ramírez, Christina Dieckman y Daniela Kosán, junto a seis bailarinas clásicas de la compañía de Nina Novak, son las protagonistas del opening inspirado en “My way”, que el 11 de septiembre de 1998 toma el escenario del Poliedro de Caracas. 
Maite Delgado junto a Guillermo Dávila conducen el espectáculo, cuyo cuadro central lleva por nombre “Número africano” en honor a África en definitiva es el continente negro del mundo entero. En éste intervienen los elencos de las series “A todo corazón” y “Así es la vida”, además de Mercedes Salaya, quienes comparten espacio con un tigre, cuatro jirafas, seis cebras y dos elefantes. Durante el desarrollo del musical, un jeep encaya al borde de la tarima; sin embargo, la diligencia y movimiento del equipo de producción logran rescatarlo sin afectar el show. 
El siguiente montaje reúne a Yolanda Moreno, Raúl Amundaray, Gustavo Rodríguez, Eduardo Serrano, Mirla Castellanos, Mirtha Pérez, Mirna Ríos, Estelita del Llano, Veruzhka Ramírez, Daniela Kosán y Christina Dieckman en un montaje de música venezolana. La nota tropical corre por cuenta de La Dimensión Latina, Salserín y Los Adolescentes. Una ambientación inspirada en el Rondó Veneciano es el marco para el desfile en traje de baño. La estrella internacional es Enrique Iglesias. 
En el jurado destacan Maritza Sayalero, Gabriela Spanic, Pilín León, Marena Bencomo, Alicia Machado, Marcelo Cezán y Gisela Parra, quienes deciden que la nueva reina sea Miss Delta Amacuro, Carolina Indriago. Verónica Schneider (Monagas), Daira Lambis (Península de Paraguaná) y Angie Pérez (Barinas) integran el grupo de 30 candidatas.

### Ganadoras
| Resultado                | Candidata |
| ------------------------ | --- |
| Miss Venezuela 1998      | - Delta Amacuro - Carolina Indriago |
| Miss World Venezuela     | - Monagas - Verónica Schneider |
| Miss Vzla. International | - Miranda - Bárbara Pérez (no compitió en Miss International 1999) |
| Semifinalistas (Top 10)  | - Amazonas - Angélica Guvernez - Carabobo - Olga Fridegotto - Cojedes - Jenniffer Jordán - Península de Paraguaná - Dayra Lambis - Táchira - Johanna Grimaldo - Trujillo - Elsy Barrios - Zulia - Cinzia Coletta |

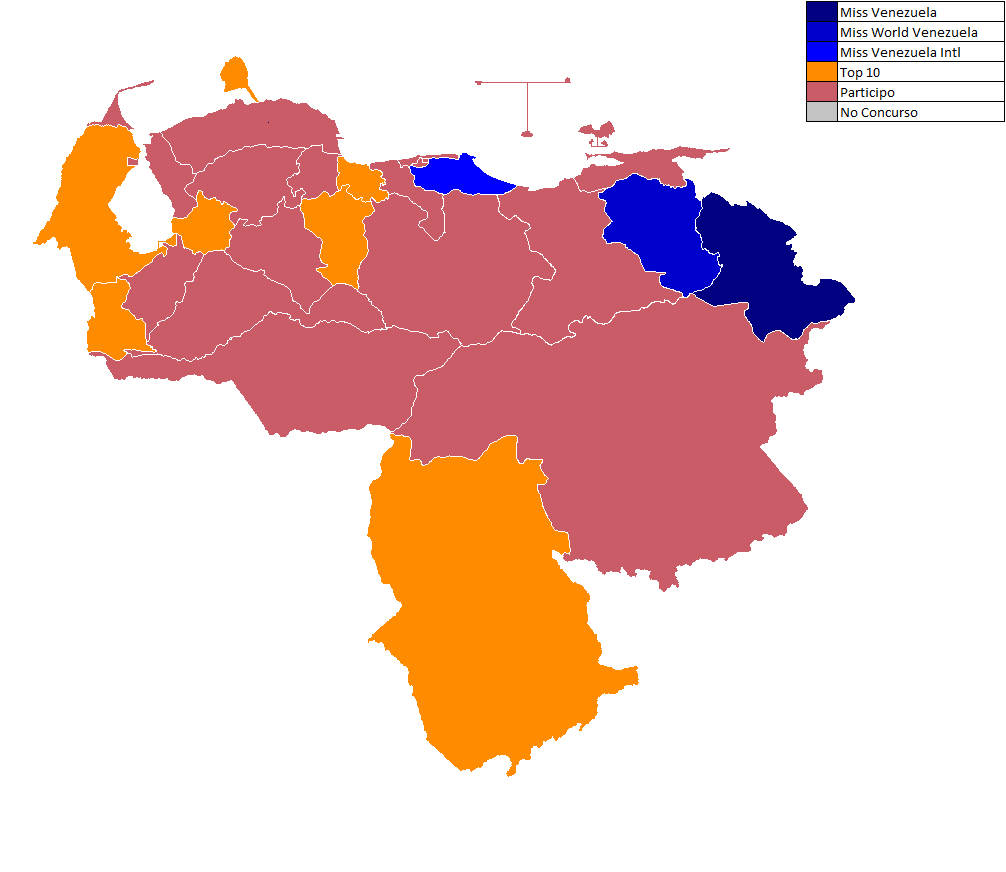
Miss Venezuela 1998

### Premiaciones especiales
- Miss Fotogénica (electa por el Círculo de Reporteros Gráficos de Venezuela) - Verónica Schneider (Miss Monagas)
- Miss Internet (seleccionada por los cibernautas a través de la página oficial de la Organización Miss Venezuela) - Mayela Mora (Miss Aragua)
- Miss Amistad - Elsy Barrios (Miss Trujillo)
- Miss Elegancia - Carolina Indriago (Miss Delta Amacuro)
- Ojos más bellos - Daira Lambis ((Miss Península de Paraguaná))
- Mejor cabello - Johanna Grimaldo (Miss Táchira)
- Mejores piernas - Ana Carolina Butragueño (Miss Portuguesa)
- Mejor figura - Carolina Indriago (Miss Delta Amacuro)
- Mejor piel - Bárbara Pérez (Miss Miranda)
- Mejor sonrisa - Verónica Schneider (Miss Monagas)

## Participantes
| Estado                    | Candidata                          | Edad | Estatura (m) | Ciudad Natal   |
| ------------------------- | ---------------------------------- | ---- | ------------ | -------------- |
| Amazonas                  | Angélica María Guvernez Serrano    | 22   | 1,83 m       | Caracas        |
| Anzoátegui                | María Elena Chacón García          | 23   | 1,78 m       | Barcelona      |
| Apure                     | Nacira Bertolotto Villalón         | 19   | 1,78 m       | Caracas        |
| Aragua                    | Mayela de los Ángeles Mora Pinto   | 19   | 1,76 m       | Maracay        |
| Barinas                   | Angie Lilia Pérez Capobianco       | 19   | 1,76 m       | Caracas        |
| Bolívar                   | Carla Meinhard Contasti            | 22   | 1,79 m       | Ciudad Bolívar |
| Carabobo                  | Olga María Fridegotto Unda         | 19   | 1,78 m       | Valencia       |
| Cojedes                   | Jennifer Jordán Machado            | 19   | 1,76 m       | Caracas        |
| Costa Oriental            | María Isabel Ojeda Ocando          | 20   | 1,78 m       | Cabimas        |
| Delta Amacuro             | Lucbel Carolina Indriago Pinto     | 18   | 1,83 m       | Valencia       |
| Dependencias Federales    | María Eugenia Bustamante Hernández | 21   | 1,78 m       | San Cristóbal  |
| Distrito Federal          | Kuimby Karina Lorenzo Vascotto     | 17   | 1,79 m       | Caracas        |
| Falcón                    | María Gabriela Carrillo Trujillo   | 19   | 1,79 m       | Maracay        |
| Guárico                   | Jenny Yatruska Albanesse Mitchell  | 22   | 1,76 m       | Caracas        |
| Lara                      | Andreína Beatriz Sastre Montoya    | 21   | 1,74 m       | Barquisimeto   |
| Mérida                    | Daniella Abecasis Rivers           | 21   | 1,75 m       | Valencia       |
| Miranda                   | Bárbara Leticia Pérez Rangel       | 18   | 1,76 m       | Caracas        |
| Monagas                   | Verónica Schneider Rodríguez       | 19   | 1,77 m       | Caracas        |
| Municipio Libertador      | Eugenia Malpica Ayala              | 19   | 1,80 m       | Caracas        |
| Municipio San Francisco   | Keyla Carolina Medina Martínez     | 19   | 1,81 m       | Maracaibo      |
| Nueva Esparta             | Carolina Sulaima Bali Mardelli     | 21   | 1,73 m       | Maracaibo      |
| Península Goajira         | Keyla Vanessa Alarcón Suárez       | 20   | 1,74 m       | Maracaibo      |
| Península de Paraguaná    | Dayra del Carmen Lambis Ávila      | 21   | 1,77 m       | Caracas        |
| Portuguesa                | Ana Carolina Butrageño Londoño     | 19   | 1,80 m       | Caracas        |
| Sucre                     | Damarys Thaís Ojeda Bracoviche     | 18   | 1,78 m       | Caracas        |
| Táchira                   | Johanna Danerys Grimaldo Castro    | 20   | 1,76 m       | San Cristóbal  |
| Territorio Federal Vargas | Cindy Margarita Morales Toyo       | 20   | 1,76 m       | Cabimas        |
| Trujillo                  | Elsy Beatriz Barrios Figuera       | 24   | 1,73 m       | Caracas        |
| Yaracuy                   | Carolina Dell'Orso Ruíz            | 18   | 1,77 m       | Valencia       |
| Zulia                     | Cinzia Cristina Coletta Mantecón   | 24   | 1,75 m       | Maracaibo      |

## Post Concurso
- Carolina Indriago (Delta Amacuro) es una modelo, locutora y presentadora.
- Verónica Schneider (Monagas) es modelo y actriz. Ha trabajado en producciones de RCTV y Venevisión.
- Dayra Lambis (Península de Paraguaná) es modelo, presentadora, locutora, bailarina y actriz. Ha trabajado para canales como RCTV, Venevisión y Televen.
- Angie Pérez (Barinas) es una modelo, actriz y periodista , actualmente radicada en Estados Unidos. Participó en el Miss República Bolivariana de Venezuela 2000, junto a (Táchira), Johanna Grimaldo.
- Angélica Guvernez (Amazonas) es modelo internacional e imagen de varias marcas.